# Halowe Mistrzostwa Świata w Lekkoatletyce 2003 – skok w dal kobiet
Skok w dal kobiet – jedna z konkurencji rozgrywanych podczas halowych mistrzostw świata w lekkoatletyce w 2003, zmagania w niej odbyły się 16 marca.
Do konkursu zgłoszonych zostało 9 zawodniczek z 7 państw.
Zawody w tej konkurencji wygrała reprezentantka Rosji Tatjana Kotowa. Drugą pozycję zajęła zawodniczka z Ukrainy Inesa Kraweć, trzecią zaś reprezentująca Brazylię Maurren Maggi.

## Wyniki
| Miejsce | Zawodniczka         | Państwo   | Podejście | Podejście | Podejście | Podejście | Podejście | Podejście | Wynik | Uwagi |
| Miejsce | Zawodniczka         | Państwo   | #1        | #2        | #3        | #4        | #5        | #6        | Wynik | Uwagi |
| ------- | ------------------- | --------- | --------- | --------- | --------- | --------- | --------- | --------- | ----- | ----- |
| 01 !    | Tatjana Kotowa      | Rosja     | 6,84      | X         | 6,68      | 6,81      | X         | X         | 6,84  | WL    |
| 02 !    | Inesa Kraweć        | Ukraina   | 6,50      | 6,66      | 6,68      | 6,67      | 6,67      | 6,72      | 6,72  |       |
| 03 !    | Maurren Maggi       | Brazylia  | 6,41      | 6,64      | 6,70      | 6,51      | X         | 6,45      | 6,70  | AR    |
| 4.      | Olga Rublowa        | Rosja     | 6,58      | 6,68      | 6,64      | X         | X         | X         | 6,68  |       |
| 5.      | Niki Ksantu         | Grecja    | 6,44      | X         | 6,47      | 6,28      | X         | 6,47      | 6,47  |       |
| 6.      | Stiliani Pilatu     | Grecja    | X         | 6,42      | 6,47      | X         | X         | X         | 6,47  |       |
| 7.      | Anju Bobby George   | Indie     | 6,25      | 6,40      | 6,40      | X         | X         | X         | 6,40  |       |
| 8.      | Tünde Vaszi         | Węgry     | 6,15      | 6,34      | 6,38      | 6,26      | 6,15      | 6,39      | 6,39  |       |
| 9.      | Concepción Montaner | Hiszpania | 6,34      | 4,77      | 6,20      | NQ        | NQ        | NQ        | 6,34  |       |